# Catherine Henriette de Balzac d'Entragues
Catherine Henriette de Balzac d'Entragues, markýza de Verneuil (1579 Orléans – 9. února 1633 Paříž) po smrti Gabrielly d'Estrées se stala titulární metresou Jindřicha IV. Francouzského. Také její sestra Marie-Charlotte de Balzac d'Entragues byla po jistý čas milenkou krále. Její otec byl Charlese Balzac d'Entragues a matkou Marie Touchetová, někdejší milenka krále Karla IX. Francouzského. 

## Královská metresa

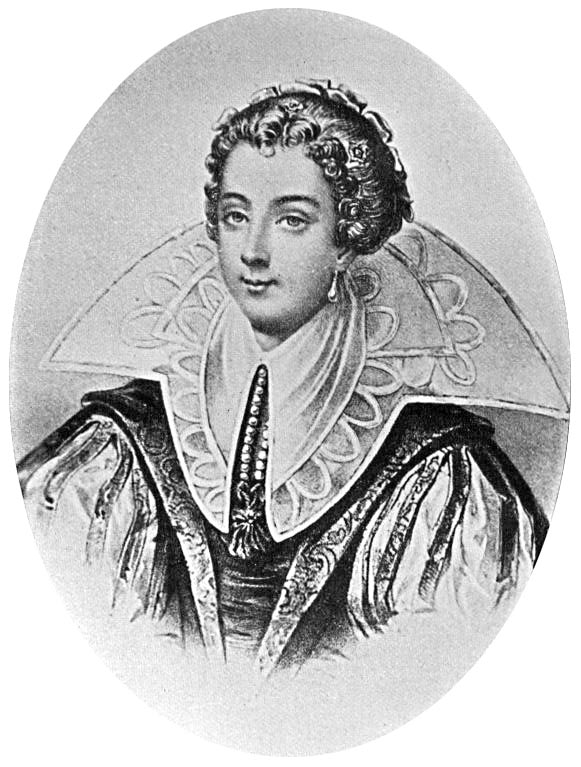
Catherine Henriette de Balzac d'Entragues

Catherine Henriette de Balzac byla vychována v rodině, velmi volných mravů, kde se ženy často snažily dostat skrz postavení královské milenky k finančnímu zajištění. Její matka Marie byla ještě před jejím narozením milenkou krále Karla IX. Francouzského. 
Ambiciózní, krásná ve svých pozdních teenagerských letech, ale také intrikářská. To vše jí pomohlo k tomu, aby se stala Jindřichovou titulární metresou. A tak, zatímco Jindřich IV. stále ještě truchlil po Gabrielle d'Estrées,  ho Catherina Henrietta de Balsac přiměla k písemnému slibu, že si ji vezme, pakliže do roka porodí králi syna. Catherina Henrietta nakonec dítě potratila a byl to skutečně syn. To nakonec vedlo k prudkým žárlivým scénám a dohadování se před celým královským dvorem, když se Jindřich na místo s ní oženil s Marií Medičejskou.

V roce 1608 se zapletla do spiknutí proti králi a přestože byla silně kompromitována důkazy, tak se král nechal jejím vzlykáním přesvědčit a nakonec vyvázla jen s nepatrným trestem, přestože se takové činy běžně trestaly smrtí.Ještě téhož roku ji Jindřich znovu projevil svou přízeň a znovu ji zařadil do skupiny svých milenek.  

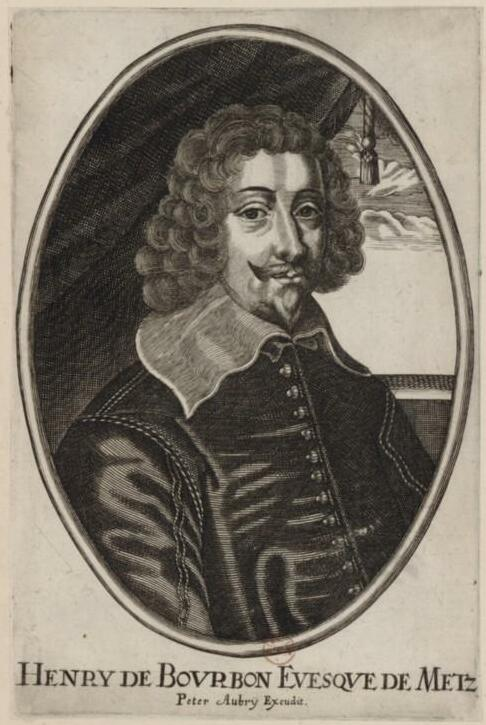
Gaston Henri, vévoda de Verneuil

Po provedeném atentátu na krále v roce 1610 patřila do skupiny osob, které mohli mít zájem na provedení takového činu.  Po smrti krále Jindřicha IV. byla regentem Francie ustanovena Marie Medičejská a ta ihned vyhnala Catherinu Henriettu ode dvora. Ta potom žila dalších 23 let, dokud nezemřela v roce 1633 ve věku 54 let.  Původní rivalita mezi Marií Medičejskou a Catherinou Henriettou byla postupně nahrazena vzájemnou úctou a regentka neměla problém v kontaktu s bývalou sokyní. Dokonce si i oblíbila její děti, které měla s králem Jindřichem IV., protože tyto byly klidné a poslušné (na rozdíl od dětí, které měl král s Gabriellou d'Estrées, které se neustále účastnily různých spiknutí).

## Děti
S králem měla dvě děti: 
- 1. Gaston Henri, vévoda de Verneuil (3. 11. 1601 Vincennes – 28. 5. 1682 Verneuil-en-Halatte), métský biskup v letech 1612 až 1652, guvernér provincie Languedoc
  - ⚭ 1668 Charlotte Séguier de Villemor (1622–1704)[6][7]
- 2. Gabriella Angelique přezdívaná „Madmoiselle de Verneuil“ (21. 1. 1603 Paříž – 24. 4. 1627 Méty)
  - ⚭ 1622 Bernard de Nogaret vévoda de La Valette d'Épernon (18. 3. 1592 Angoulême – 25. 7. 1661 Paříž)[8]